# Koltchouguino
Pour la ville russe appelée Koltchouguino jusqu'en 1922, voir Leninsk-Kouznetski.
Koltchouguino (en russe : Кольчугино) est une ville de l'oblast de Vladimir, en Russie, et le centre administratif du raïon de Koltchouguino. Sa population s'élevait à 44 786 habitants en 2013.

## Géographie
Koltchouguino est arrosée par la rivière Pektcha, un affluent de la Kliazma, et se trouve à 68 km à l'ouest-nord-ouest de Vladimir et à 125 km au nord-est de Moscou.

## Histoire
Koltchouguino a été fondée en 1871 à côté d'usines de cuivre recuit et de fils métallique appartenant à un marchand moscovite, A.G. Koltchouguine, qui donna son nom à la localité. Elle reçut le statut de ville en 1931.

## Population
Recensements (*) ou estimations de la population
| 1897* | 1926*  | 1939*  | 1959*  | 1970*  | 1979*  |
| ----- | ------ | ------ | ------ | ------ | ------ |
| 1 300 | 11 306 | 29 626 | 37 865 | 41 637 | 43 741 |

| 1989*  | 2002*  | 2010*  | 2012   | 2013   | 2014 |
| ------ | ------ | ------ | ------ | ------ | ---- |
| 45 601 | 47 059 | 45 776 | 45 225 | 44 786 | -    |